# Оксидифторид ванадия(IV)
Оксидифторид ванадия(IV) — неорганическое соединение, оксосоль металла ванадия и плавиковой кислоты с формулой VOF2, жёлтые кристаллы, растворимые в воде, образует кристаллогидраты.

## Получение
- Нагревание оксидибромида ванадия(IV) в токе фтористого водорода:

{\displaystyle {\mathsf {VOBr_{2}+2HF\ {\xrightarrow {600-700^{o}C}}\ VOF_{2}+2HBr}}}
- Гидролиз с горячей водой фторида ванадия(IV):

{\displaystyle {\mathsf {VF_{4}+H_{2}O\ {\xrightarrow {90^{o}C}}\ VOF_{2}+2HF}}}

## Физические свойства
Оксидифторид ванадия(IV) образует жёлтые кристаллы.
Из сильнокислых водных раствором выделяются кристаллогидраты VOF2•nH2O.
Растворяется в ацетоне.

## Химические свойства
- С фторидами щелочных металлов образует комплексные соли, например:

{\displaystyle {\mathsf {VOF_{2}+2KF\ {\xrightarrow {}}\ K_{2}[VOF_{4}]}}}